# Warfield Within
Warfield Within ist eine Death-Metal-Band aus Mönchengladbach.

## Geschichte
Von 2002 bis 2005 waren Sebastian Meisen und die Brüder Thomas Felauer und Christian Felauer gemeinsam in der Band Khaosick aktiv. Ende 2005 trennte man sich von Schlagzeuger Phillip Schmidt. Im Dezember 2005 gründeten sie Warfield Within. Ein neuer Schlagzeuger wurde in Simon Heinen gefunden, der seit 2009 außerdem bei der Bonner Death-Metal-Band Jack Slater aktiv ist. Im Februar 2007 wurde das deutsche Label Yonah Records auf das Demo Worst Enemy aufmerksam. Noch im selben Jahr verstärkte sich die Band mit dem ehemaligen Jack Slater-Gitarristen Spas. Am 26. März 2010 erschien das Debütalbum Inner Bomb Exploding. Die Band tourte bislang ausgiebig durch Deutschland, den Niederlanden und Belgien.
2012 übernimmt der ehemalige Jack Slater-Bassist Christian Neumann den Bass. Momentan arbeitet die Band an einem zweiten Album, welches "Bleeding Black Catharsis" betitelt wird.

## Musik
Musikalisch definiert sich die Band durch eine Symbiose aus Death- und Thrash Metal. Der lyrische Inhalt befasst sich mit persönlichen Geschichten, psychischen Erkrankungen, Religion, Endzeitszenarien oder Nihilismus.

## Diskografie
- 2007 – Worst Enemy, Demo
- 2007 – Live in Selfdestruction, DVD
- 2010 – Inner Bomb Exploding
- 2011 – A Tribute To Japanische Kampfhörspiele
- 2023 – Beast Inside